# Thomas J. Walsh
Thomas J. Walsh (Two Rivers, 1859. június 12. – Wilson, 1933. március 2.) az Amerikai Egyesült Államok szenátora (Montana, 1913–1933).